# Zygosaurus
Zygosaurus is een geslacht van uitgestorven dissorofoïde temnospondyle Batrachomorpha (basale 'amfibieën') uit het Midden-Laat-Perm van Rusland. Het werd in 1848 beschreven door Eduard Eichwald, waardoor het de eerste dissorofoïde is die werd benoemd. De enige soort is Zygosaurus lucius. De locatie van het holotype, het enige gevonden exemplaar, is onbekend, en hoewel afgietsels bij verschillende instellingen zijn opgeslagen, is er weinig bekend over dit taxon buiten de kwalitatieve aspecten van de schedel (bijvoorbeeld een preorbitale lengte tweemaal zo lang als postorbitale lengte; schedelbreedte het grootst in het midden van de oogkassen). De schedel werd geschat op ongeveer twintig centimeter lang, waardoor het een van de grootste dissorofoïden is, slechts iets kleiner dan Kamacops.